# Дворецкая, Маргарита Леонидовна
Маргарита Леонидовна Дворецкая — Оперная певица, ведущая солистка театра «Астана Опера»,Заслуженный деятель Казахстана.

## Биография
Маргарита Леонидовна Дворецкая родилась в 1966 году в городе Павлодаре. Окончила Российскую академию музыки им. Гнесиных (класс профессора, Народной артистки РСФСР В. Н. Левко, 1997). Проходила стажировку в Мариинском театре, где работала с дирижёром — Народным артистом России Валерием Гергиевым в операх «Снегурочка» Н. Римского-Корсакова, «Семен Котко», «Война и мир» С. Прокофьева и др. Проходила мастер-классы у таких прославленных мастеров вокала, как Рената Скотто, Ирина Архипова, Елена Образцова, Мати Пальм, Грайр Ханеданьян (1997—2000). С 2002 года — солистка НТОБ им. К. Байсеитовой. С 2013 года — ведущая солистка оперы ГТОБ «Астана Опера». Работала в Большой опере Флориды (США, 2011, «Тоска»), выступала в театрах Йези и Мачераты (Италия, 2007), в Граце (Австрия, 2017, «Турандот»).

## Репертуар
• Татьяна («Евгений Онегин» П. Чайковского)
• Лиза («Пиковая дама» П. Чайковского)
• Мими («Богема» Дж. Пуччини)
• Чио-Чио-сан («Мадам Баттерфляй» Дж. Пуччини)
• Тоска («Тоска» Дж. Пуччини)
• Аида («Аида» Дж. Верди)
• Купава («Снегурочка» Н. Римского-Корсакого)
• Любка («Семен Котко» С. Прокофьева)
• Турандот («Турандот» Дж. Пуччини)
• Леонора («Сила судьбы» Дж. Верди)
• Леонора («Трубадур» Дж. Верди)
• Феврония («Сказание о неведомом граде Китеже» Н. Римского-Корсакого)
• Кума («Чародейка» П. Чайковского)
• Елизавета («Тангейзер» Р. Вагнера)
• Лиза Бричкина («А зори здесь тихие» К. Молчанова)
• Катерина Измайлова («Леди Макбет Мценского уезда» Д. Шостаковича)

## Награды и звания
1. Заслуженный деятель Казахстана
2. Дипломант Международного конкурса молодых оперных певцов Елены Образцовой (Санкт-Петербург, 1997);
3. Лауреат Международного конкурса вокалистов им. М. Глинки (Челябинск, 2000);
4. Лауреат Республиканского конкурса вокалистов им. К. Байсеитовой (Астана, 2001).